# 埃比尼泽·坎宁安
埃比尼泽·坎宁安（英語：Ebenezer Cunningham，1881年5月7日—1977年2月12日）是一位英国数学家，出生于伦敦哈克尼區，1899年进入剑桥大学圣约翰学院，在狭义相对论的数学上做出了贡献，1904年获史密斯獎。

## 外部連結
- 互联网档案馆中埃比尼泽·坎宁安的作品或与之相关的作品
- 約翰·J·奧康納; 埃德蒙·F·羅伯遜, ,  （英语）